# Sileby
Sileby – wieś w Anglii, w hrabstwie Leicestershire, w dystrykcie Charnwood. Leży 13 km na północ od miasta Leicester i 153 km na północny zachód od Londynu. W 2001 miejscowość liczyła 6331 mieszkańców.